# Philipp Julius Abegg
Philipp Julius Abegg (* 8. April 1760 in Bockenau; † 29. April 1827 in Emden) war ein Kaufmann, Fischereidirektor und niederländischer Konsul in Emden. Er hatte zu seiner Zeit prägenden Einfluss auf die Heringsfischerei in Emden.

## Herkunft
Seine Eltern waren der reformierte Prediger Georg Ludwig Abegg (* 3. Mai 1726; † 27. Juni 1766) und dessen Ehefrau Susanna Sara Franziska Zepper, ein Cousin ersten Grades der Theologe Johann Friedrich Abegg. Nach dem Tod seines Vaters kamen Philipp Julius und seine Brüder Johann Friedrich und Georg Ludwig (1758–1820) zu seinem Onkel nach Bremen. Von dort ging er als Kaufmann nach Emden, wo er am 17. November 1791 das Bürgerrecht erhielt und zum königlich-niederländischen Konsul ernannt wurde.

## Leben
Abegg war im Fischhandel aktiv und hatte mit Johann Bödeker einen mächtigen Verbündeten, denn dieser war Mitglied des Vierzigerkollektivs, einer Interessenvertretung der Emder Kaufleute, und einer von drei Direktoren der Königlich-preußischen Compagnie zum Herings-Fang. Die Compagnie hatte ein Monopol für Heringe in Preußen und war sehr profitabel. Ab 1801 war Abegg Vertreter der ostfriesischen Anteilseigner. Nach dem verlorenen Krieg von 1806 war Ostfriesland nicht mehr preußisch und kam am 9. Juli 1810 als Département Ems-Oriental (Osterems) unmittelbar zum französischen Kaiserreich. Daher wurde die Herings-Compagnie am 27. November 1810 aufgelöst und ihr Eigentum in der Folgezeit verkauft. Abegg war erst kurz zuvor zum Direktor aufgestiegen. Von der Flotte, die 57 Büsen und drei Jager umfasste, kaufte er gleich 24 Büsen und einen Jager. Die übrigen Schiffe gingen an 4 weitere Kaufleute. Die Kaufleute gingen dabei wegen der seit 1806 geltenden Kontinentalsperre ein hohes Risiko ein. Erst ab 1813 konnte man wieder auf Heringsfang gehen. Das taten sie zunächst alleine, im Sommer 1814 gründeten sie dann den „Verein zu Emdens großen Fischerey“, um die Kosten zu teilen. Zeitgleich wurde eine neue Behörde geschaffen, die „Direktion der Großen Fischerei“. Diese sollte über alle von ostfriesischem Boden zum Heringsfang auslaufenden Fahrzeuge unterrichtet werden und die Erlaubnis erteilen; Direktor wurde Abegg. Das Geschäft muss sich gelohnt haben, denn am 30. November 1814 kaufte Abegg 15 Gebäude, die früher der „Compagnie zum Herings-Fang“ gehört hatten.
Während der Franzosenzeit wurde auch in Ostfriesland eine Handelskammer („Chambre de Commerce“) gegründet. Abegg war hier seit dem 26. März 1811 Mitglied. Von den erhaltenen Protokollen gibt eines vom 29. April 1812 einen interessanten Einblick. Dort stellt der Bürgermeister Hieronymus Ibeling von Santen (1752–1836) den Antrag, Abegg, da dieser seine beleidigende Heftigkeit nicht in den Schranken halten kann, auszuschließen (was abgelehnt wurde). Mit dem Vizepräsidenten Peter Ludwig Marchés traf er sich wegen Beleidigung vor Gericht.
Am 1. Januar 1815 begründete Abegg die Aktiengesellschaft „Erneuerte Erste Hering-Fischerey-Compagnie in Emden“, in die er seine Firma mit einbrachte. Gemeinsam mit dem königlich-preußischen Kammerherrn Graf Clemens August von Wedel (1754–1825) und dem Gutsbesitzer Theodor Arends aus Bingum bildete Abegg die ostfriesische Deputation, die im Sommer 1815 König Friedrich Wilhelm III. von Preußen in Paris traf. Dort mussten sie aber erfahren, dass Ostfriesland zukünftig zu Hannover gehören wird.
Mit dem Königreich Hannover kamen neue Vorgaben und weniger Subventionen. Er drohte sein Unternehmen in die Niederlande nach Enkhuizen an die Zuiderzee zu verlegen, da das Königreich 500 Gulden pro Schiff zu zahlen bereit war. Ein Gesuch zur Verlegung wurde am 27. Dezember 1817 von der Landdrostei in Aurich aber abgelehnt. 1819 versuchte er es erneut, aber man war nicht bereit die Subventionen zu zahlen. So wurde die Aktiengesellschaft am 10. März 1821 aufgelöst. Die 24 Büsen wurden endgültig nach Enkhuizen verlegt, wo sie für die neu gegründete „Nordholländische Heringsfischerei“ der Firma Abegg und Co. fuhren.

## Familie
Abegg verlobte sich mit Petronella Bödeker (1768–1787), sie war die Tochter des Kaufmanns Johann Bödeker (1741–1820) und dessen Ehefrau Foekelina Menkema (1734–1803). Seine Braut verstarb aber noch vor der Hochzeit. So heiratete er 1791 deren Schwester Lydia (* 28. Dezember 1770; † 15. April 1848). Das Paar hatte mehrere Kinder:
- Georg Ludwig (1795–1848), Konsul der Niederlande und Direktor der Dampfschiffgesellschaft „Concordia“[6]
- Johanna (1800–1831) ⚭ Wilhelm Ludwig Abegg (1797–1848), Stadtkämmerer